# Swarthmoor

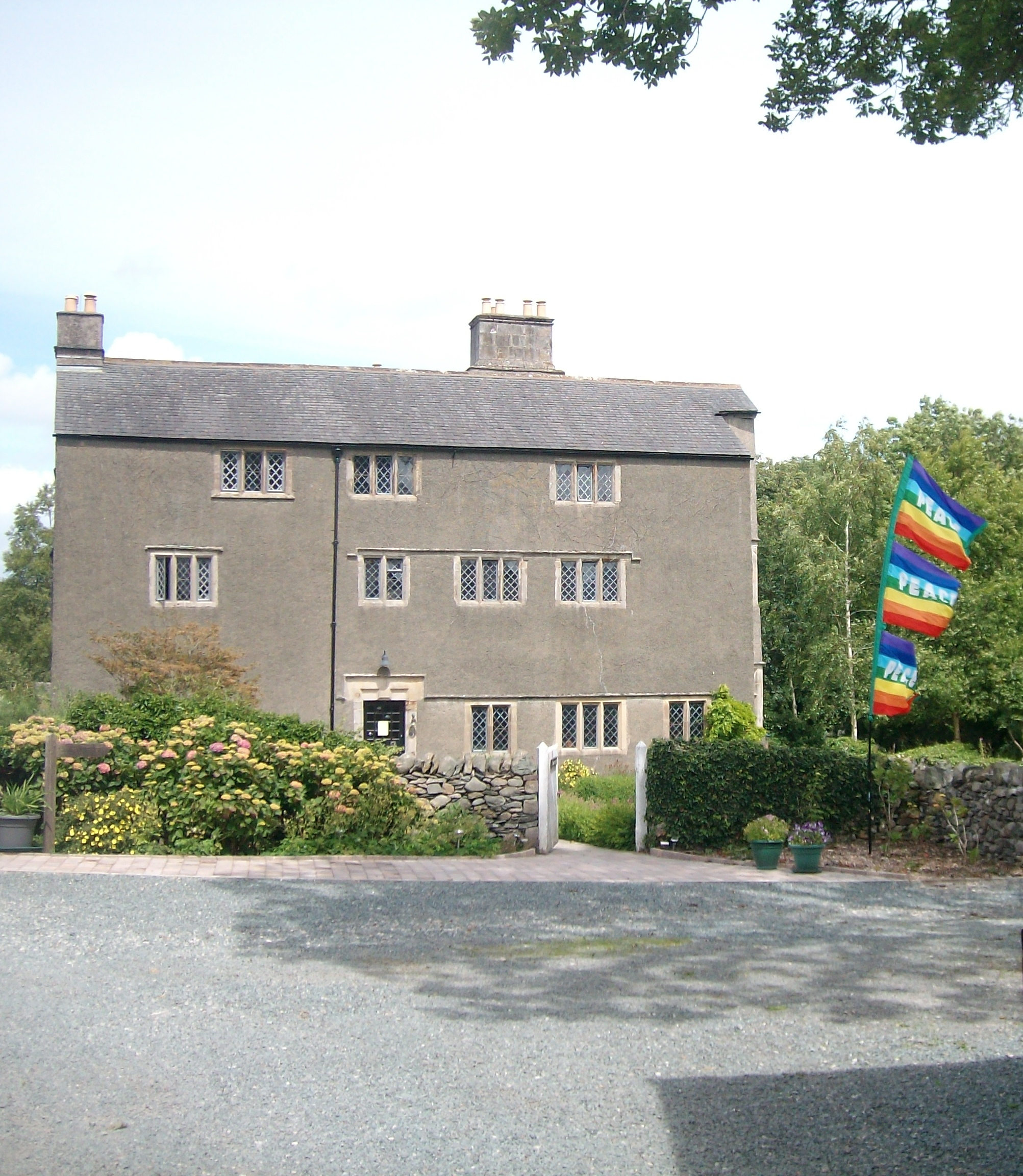
Swarthmoor Hall

Swarthmoor is een plaats in het bestuurlijke gebied South Lakeland, in het Engelse graafschap Cumbria. 